# How Democracies Die
How Democracies Die (em português europeu: Como morrem as democracias; em português brasileiro: Como as democracias morrem) é um livro de política comparada de 2018, escrito pelos cientistas políticos Steven Levitsky e Daniel Ziblatt, da Universidade Harvard, sobre como líderes eleitos podem subverter gradualmente o processo democrático para aumentar seu poder. Em 2021, a revista The Economist descreveu a obra como "o livro mais importante da era Trump". O livro, que oferece alertas severos sobre o impacto do Partido Republicano e da presidência de Donald Trump na democracia americana, influenciou Joe Biden antes de sua decisão de concorrer à presidência nas eleições presidenciais de 2020.

## Sinopse
O livro alerta contra a quebra da "tolerância mútua" e do respeito à legitimidade política da oposição. Essa tolerância implica aceitar os resultados de eleições livres e justas, nas quais a oposição venceu, em oposição à defesa de uma derrubada ou a reclamações espúrias sobre o mecanismo eleitoral. Os autores também enfatizam a importância de respeitar as opiniões daqueles que têm visões políticas legitimamente divergentes, em vez de atacar o patriotismo daqueles que discordam ou afirmar que, se chegarem ao poder, destruirão o país.
Os autores observam que os diversos poderes em um sistema com separação de poderes têm à disposição ações que podem minar completamente os demais poderes ou a oposição. Os autores alertam contra a imposição de uma agenda política ou a acumulação de poder por meio de "jogo duro" em questões constitucionais, com táticas como lotar a Suprema Corte com partidários, obstruir nomeações ou abusar do poder do erário, e recomendam "tolerância" e um certo grau de cooperação para manter o governo funcionando de forma equilibrada. Outras ameaças à estabilidade democrática citadas pelos autores incluem a desigualdade econômica e a segregação de partidos políticos por raça, religião e geografia.
Os autores dedicam vários capítulos ao estudo dos Estados Unidos, do presidente Donald Trump e da eleição presidencial de 2016, mas também aplicam sua teoria a países latino-americanos e europeus, especialmente Venezuela e Rússia. Segundo eles, até 2016, os Estados Unidos resistiram às tentativas de minar a democracia graças a duas normas: tolerância mútua e o que a versão original em inglês chama de forbearance, esta última definida como a limitação intencional do próprio poder de respeitar o espírito da lei, se não a sua letra. Por fim, eles preveem três cenários potenciais para os Estados Unidos pós-Trump.

## Análise
Os professores de Harvard Steven Levitsky e Daniel Ziblatt, estudam as perspectivas para o sistema democrático com uma abordagem holística e adotam uma postura crítica em relação à presidência de Trump. Eles descrevem seu trabalho como um estudo sobre como as democracias morrem. Os principais temas são delineados na introdução: os autores argumentam que, em nossa época, as democracias ainda morrem, mas por meios diferentes, "menos pelas mãos de homens armados e mais pelas mãos de líderes eleitos". A metodologia utilizada baseia-se principalmente no "método comparativo", e este é um livro que busca "revelar nosso futuro" com base na história, mais especificamente, em comparações históricas (encontrando dinâmicas semelhantes, apresentando modelos de controle de acesso e as "rimas" da história). O tema do estudo é o presidente Trump como "um autocrata em potencial" e uma comparação com Estados e autocratas falidos. O estudo avalia o risco de sua presidência e tenta identificar o padrão de tendências autocráticas.

### Recomendações dos autores
Levitsky e Ziblatt aceitam o medo de uma presidência de Trump como legítimo e se comprometem a proteger a democracia. O capítulo final, "Salvando a democracia", em particular, enfatiza recomendações políticas para salvar a democracia por meio de concessões mútuas.
Precisamos aprender com outros países para enxergar os sinais de alerta. Precisamos estar cientes dos erros fatais que arruinaram outras democracias.
Uma proposta de solução para a crise
E fazem recomendações aos republicanos:
E também aos democratas:
Em uma entrevista, Levitsky identifica dois objetivos do livro: um é derrotar Trump e o outro é fortalecer a democracia. Por fim, ele sugere que o efeito da presidência de Trump poderia ser uma forma branda de "autoritarismo competitivo".

## Críticas e prêmios
The New York Times o considerou um guia essencial para o que pode acontecer nos Estados Unidos. The Washington Post afirmou que o livro oferece uma visão sóbria da situação atual. O Wall Street Journal o chamou de "uma lição de esclarecimento não intencional". No Reino Unido, The Guardian o considerou provocativo, mas também insatisfatório. A revista Foreign Affairs concluiu que se trata de um estudo importante. O Fair Observer o considerou uma contribuição original e valiosa para pesquisadores, formuladores de políticas e cidadãos. O historiador da Universidade Columbia, Adam Tooze, descreveu o livro como "o livro mais estimulante que compara crises democráticas em diferentes nações". Barack Obama incluiu o livro em sua lista de "Livros Favoritos de 2018".
Em uma análise acadêmica, o teórico político Rosolino A. Candela elogiou a obra e concluiu que os acadêmicos encontrarão "muito a aprender, analisar e desenvolver".
O livro figurou na lista de mais vendidos do The New York Times.
O livro recebeu o prêmio alemão NDR Kultur Sachbuchpreis, em 2018.